# Bent Severin
Bent Severin (23. oktober 1925 i København - juni 2012) var en dansk arkitekt, der bl.a. er kendt for at have tegnet flere hoteller.
Severin blev student fra Roskilde Katedralskole i 1945 og blev uddannet arkitekt fra Kunstakademiets Arkitektskole i 1952. Derefter blev han ansat i Forsvarets bygningstjeneste, men grundlagde allerede i 1960 sin egen arkitektvirksomhed, Bent Severin Design. Fra 1973 var han været bosat i Singapore. I dag drives virksomheden videre af sønnen, Olivier Alexander Severin og har hovedsæde i Scottsdale, USA.
Blandt Severins større værker er Kirks telefonfabrikker i Glostrup (1962) og Horsens (1966), Hotel Hesselet, Nyborg (1967), Hotel Kongens Ege i Randers (1967), indvendig ombygning af Hotel Kong Frederik i København (1968) og Radisson SAS Scandinavia Hotel (sammen med Ejner Graae, 1971-1973). Han har desuden designet glasserier for Holmegaard. Det bør også nævnes at Bent Severin er manden der har  designet den klukkende flaske med Gammel Dansk.